# ハノーファーSバーン
ハノーファーSバーン（ドイツ語: S-Bahn Hannover）は、ドイツのハノーファーを中心とした路線を持つ都市近郊鉄道（Sバーン）である。2000年のハノーファー万国博覧会の開催に合わせて開業した。

## 路線
S1 - S7の各系統は定期運行、S8系統はイベント開催時のみの臨時運行系統となっている。
| 系通 | 運行経路                                                                                | 運行間隔 | 関連鉄道路線                                                                                            | 備考             |
| ---- | --------------------------------------------------------------------------------------- | -------- | --- | ---------------- |
| S 1  | ミンデン - ハステ - ハノーファー中央駅 - ハステ                                         | 60分     | ハノーファー-ミンデン線、ハノーファー - アルテンベーケン線、ダイスター線                                |                  |
| S 2  | ニーンブルク - ハノーファー中央駅 - ハステ                                              | 60分     | ヴンスフォルフ - ブレーメン線、ハノーファー - アルテンベーケン線、ダイスター線                          |                  |
| S 21 | ハノーファー中央駅 - ヴェエツェン - バルジングハウゼン                                  | 60分     | ハノーファー - アルテンベーケン線、ダイスター線                                                         |                  |
| S 3  | ヒルデスハイム - レーアテ - ハノーファー中央駅                                          | 60分     | レーアテ - ノルトシュテメン線、ハノーファー-ブラウンシュヴァイク線、ダイスター線                        | トランスデヴ運営 |
| S 4  | ヒルデスハイム - ハノーファーメッセ・ラーツェン - ハノーファー中央駅 - ベンネミューレン | 30/60分  | レーアテ - ノルトシュテメン線、ハノーファー南部線、ハイデ線                                             |                  |
| S 5  | パーダーボルン - ハーメルン - ハノーファー中央駅 - ハノーファー空港                     | 30/60分  | ハム - ヴァーブルク線、ハノーファー - アルテンベーケン線、ハノーファー-ハンブルク線、ハノーファー空港線 |                  |
| S 51 | ハーメルン - ハノーファー中央駅 - ゼールツェ                                            | 60分     | ハノーファー - アルテンベーケン線、ハノーファー - ミンデン線                                            |                  |
| S 6  | ツェレ - ハノーファー中央駅                                                             | 60分     | レーアテ - ツェレ線、ハノーファー-ブラウンシュヴァイク線                                                | トランスデヴ運営 |
| S 7  | ツェレ - レーアテ - ハノーファー中央駅                                                  | 60分     | レーアテ - ツェレ線、ハノーファー-ブラウンシュヴァイク線                                                | トランスデヴ運営 |
| S 8  | ハノーファー空港 - ハノーファー中央駅 - ハノーファー見本市・ラーツェン                  |          | ハノーファー空港線、ハノーヴァー-ハンブルク線、ハノーヴァー南部線                                       | 非定期路線       |

## 歴史

### Sバーンの前身と緩行線建設
1960年代にハノーヴァーの近郊列車路線の構築が既に計画されて、ミンデン - ツェレ区間などの東西軸路線とダイスター線に都市高速鉄道（Nahschnellverkehrslinien）が創立された。路線拡張は連邦政府、州政府、ハノーファー都市圏行政機関の意見不一致のため中止された。1984年にゼールツェ駅がヴンストルフ - ハノーヴァー区間改修の予備作業として移転されて、その駅で側線が設置された。1989年5月よりシティーバーン列車がダイスター線とハノーヴァー - ハーメルン区間に一時間間隔で運行された。

2022年まで使用されたロゴ

1990年ハノーヴァーが万博2000の開催地に決定された後に、計画されたSバーンの導入時期が繰り上げられた。同年11月12日にニーダーザクセン州、ハノーヴァー都市圏連合、ドイツ連邦鉄道はSバーン格上げ契約に署名した。数十年間ほとんど変わらない路線が短時間のうちにハノーヴァーを中心として改良された。1993年改修工事はハノーヴァー・カール・ヴィーヒャート並木道駅の初のくい立ち込みから始まった。ハノーヴァー中央駅からぜールツェ駅までSバーン緩行線の工事が1994年に開始されて、緩行線は1997年に開通された。ぜールツェ - ラインハウゼン区間の線路は既存線路の北側に、ラインハウゼン - 中央駅区間の線路は南側にそれぞれ建設された。ラインハウゼン区間には立体交差線路が建設されて、北の方面及び西の方面に緩行線と急行線が分離された。ハノーヴァー・ノルトシュタット駅は既存のハインブルク駅を置き換えることとなった。
ノルトシュタット - ランゲンハーゲン区間にも複線の緩行線が建設された。ヘレンハウゼン駅が廃止されて、その代わりにレーデーブルク駅が新設された。ランゲンハーゲン - ベネミューレン区間に電力供給設備が設置されて、空港線のトンネル工事が行われた。ハノーヴァー - ブラウンシュヴァイク線の中央駅 - カール・ヴィーヒァート並木道駅区間には一本の緩行線が増設され、工事は1999年に完了した。アールテン駅までは複線線路がレールテまでは単線線路が追加されて、工事は2000年に完了した。ハノーヴァー - ブラウンシュヴァイク線の線路拡張工事は「ドイツ再統一の交通プロジェクト」に属した。ビスマルク町駅 - ヴュールフェル旧駅区間では1996年に複線線路の増設工事が始まり、緩行線はハノーヴァー見本市＝ラーツェン駅まで完備された。他にはヴェーツェン - エーゲーストルフ区間が複線化されて、上下列車の交換が遅滞無しに可能となった。

### Sバーンの開設と第一次路線拡張
2000年5月28日、万博2000の開催直前にSバーン路線は以下のように開設された。
- S1: ミンデン - ビュケブルク - ハステ - ヴンストルフ - ハノーヴァー - 見本市/ラーツェン
- S2: ニーンブルク - ノイシュタット（リューベンベルゲ）- ヴンストルフ - ハノーヴァー - 見本市/ラーツェン
- S4: ベネミューレン - ランゲンハーゲン中 - ハノーヴァー - 見本市/ラーツェン
- S5: ハノーヴァー空港 - ランゲンハーゲン中 - ハノーヴァー - 見本市/ラーツェン

万博2000が終わってから、2000年11月5日にそれぞれの路線は正常的に運営されて、S1、S2路線は現在のようになった。S4、S5路線はシュプリンゲ、ハーメルン方面に延長されて、S3列車はレールテ - ツェレ区間で運行されている。S6系統は大規模な展覧会の場合に運行された臨時路線であった。S4列車とS5列車はハノーファー中央駅で併結・分割されていた。
- S3: ツェレ - ブルクドルフ - レーアテ - ハノーファー
- S4: ベネミューレン - ランゲンハーゲン中 - ハノーヴァー - ヴェーツェン - シュプリンゲン - ハーメルン
- S5: ハノーヴァー空港 - ランゲンハーゲン中 - ハノーヴァー - ヴェーツェン - シュプリンゲン - ハーメルン
- S6（非定期）: ハノーヴァー空港 - ランゲンハーゲン中 - ハノーヴァー - 見本市/ラーツェン

2002年12月にS4系統が短縮されて、S5系統との二階建て運行は中止された。S5系統はバート・ピュルモントまで延長され、それ以来列車は空港 - 中央駅区間に全ての駅で停車する。
- S4: ベネミューレン - ランゲンハーゲン中 - ハノーヴァー
- S5: ハノーヴァー空港 - ランゲンハーゲン中 - ハノーヴァー - リンデン - ヴェーツェン - シュプリンゲン - ハーメルン - エメルンタール - バート・ピュルモント

2004年12月からS5系統の列車はパーダーボルン駅まで走行している。

### 第二次路線拡張
2008年12月14日に三つの系統が過去の快速列車路線に代わって導入された。ハノーヴァー見本市＝ラーツェン駅は定規路線の停車場となった。
2013年12月に二つの短距離路線が導入されて、月曜日から金曜日までラッシュの時にS1、S2、S5路線を補助する。S21列車はハノーヴァー - バルジングハウゼン区間で、S51列車はハノーヴァー - ハーメルン区間で運行される。
- S51: ハーメルン - シュプリンゲン - リンデン - ハノーヴァー

2014年3月31日よりS51はハノーヴァー - ゼールツェ区間にもS1、S2路線を補助する。
2018年Sバーンの2021年以後運営について北西鉄道（NordWestBahn, NWB）が運営権を獲得した。DBレギオはその決定に不服し抗告の手続きをしたが、ツェレ上級州裁判所でその申し立てが却下された。2019年トランスデヴ・ハノーヴァー有限会社が設立されて、2022年6月からSバーンの運営を担当することとなった。2021年にDBレギオとトランスデヴは運営権移管に関する契約を締結して、同年12月にS3系統、S6系統、S7系統はトランスデヴにより試験運営されることとなった。2022年6月11日にDBレギオはSバーン運営を終了した。

## 車両
2000年の開業時に424形が導入された。425形は2002年に最初に導入されて、2008年に13本の電車が交通量の増加により注文された。他の路線で運用された425形もSバーン車両に編入された。
トランスデヴ・ハノーヴァーは既存の13本の425形電車及び新しい64本のFLIRT三世代電車をSバーン路線に運用する予定である。その中、FLIRT電車は2021年12月よりS3、S6、S7系統に優先的に投入されている。

歴代ハノーファーSバーン車両
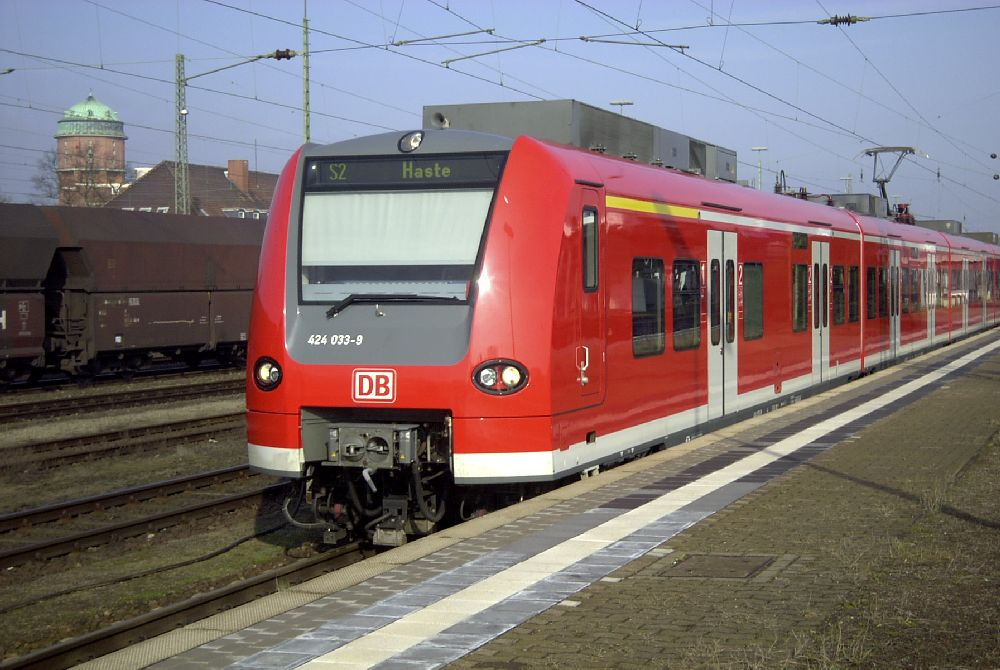
424形電車
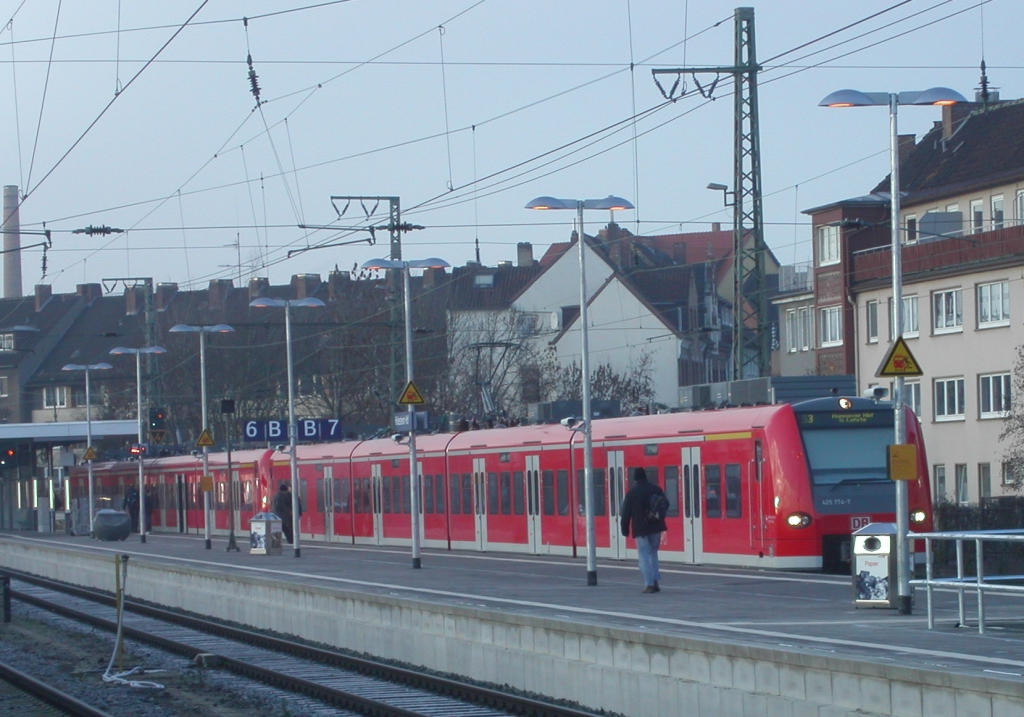
ヒルデスハイム駅に停車する425形電車（2008年）
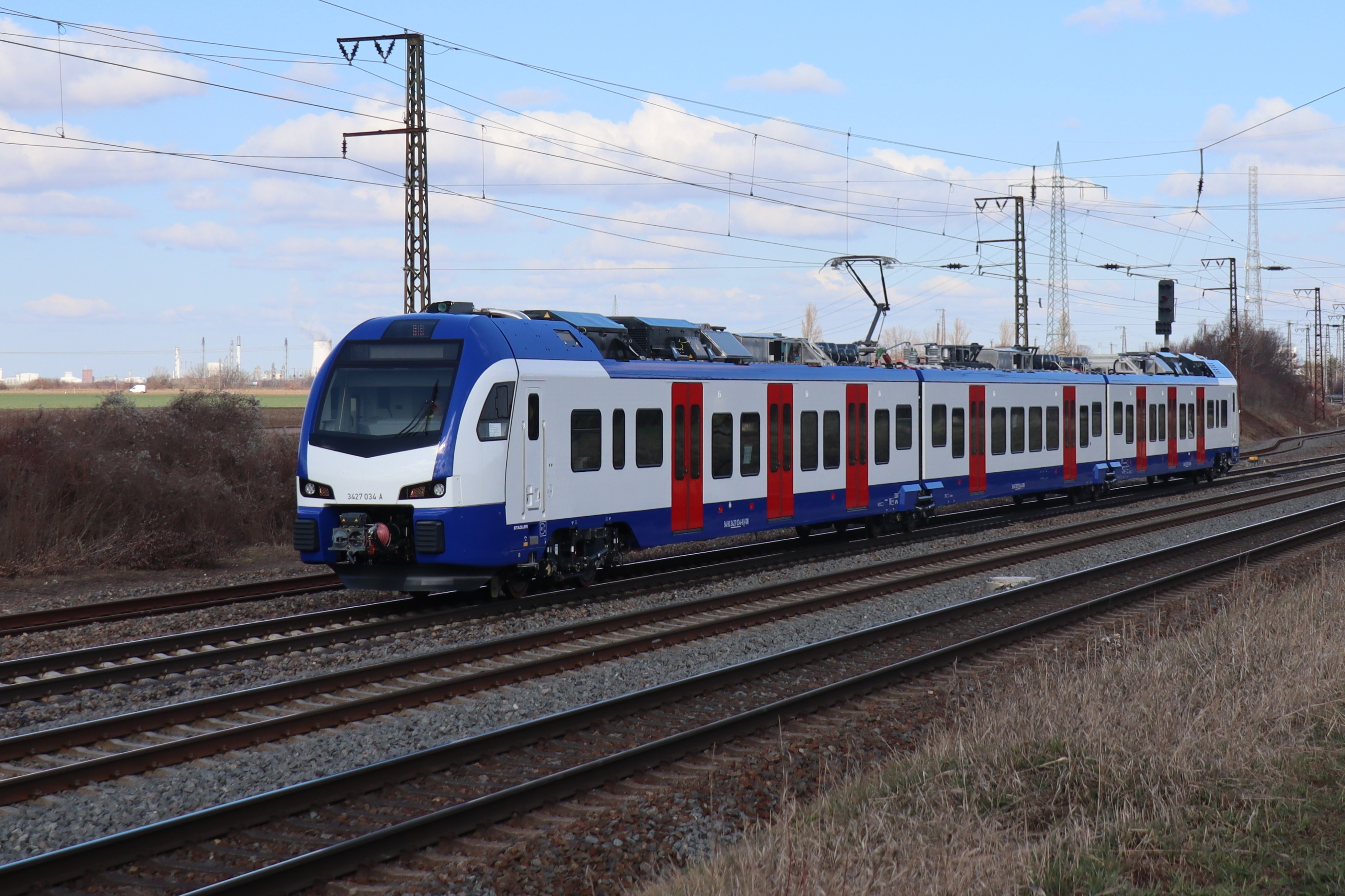
トランスデヴのFLIRT電車